# Красный (Октябрьский район)
Красный — хутор в Октябрьском районе Ростовской области.
Входит в состав Красюковского сельского поселения.

## География
На хуторе имеется одна улица — Дачная.

## Население
| 2010 |
| ---- |
| 1    |